# White Mountains (Alaska)
Die White Mountains sind ein 115 km langer Gebirgszug der Tanana Hills im Interior von Alaska.
Im Westen werden die White Mountains durch den Beaver Creek und im Osten durch den Preacher Creek begrenzt. Der Beaver Creek ist als National Wild and Scenic River ausgewiesen. Das Quellgebiet des Beaver Creek liegt in der White Mountains National Recreation Area.
Benannt wurde der aus weißem Kalkstein bestehende Gebirgszug zu Beginn des 20. Jahrhunderts von Prospektoren. Der Steese Highway von Fairbanks im Tanana Valley nach Circle am Yukon führt durch die White Mountains.